# شاين فالديز
شاين فالديز (بالإنجليزية: Shane Valdez)‏ هو كاتب أغاني أمريكي، ولد في 25 يوليو 1972.